# Odessia microtentaculata
Odessia microtentaculata is een hydroïdpoliep uit de familie Moerisiidae. De poliep komt uit het geslacht Odessia. Odessia microtentaculata werd in 1991 voor het eerst wetenschappelijk beschreven door Xu, Huang & Chen. 